# Halo (franquia)
Halo é uma franquia de jogos eletrônicos de tiro em primeira pessoa e ficção científica iniciada em 2001, idealizada pelo artista Marcus Lehto e pelo programador Jason Jones (posteriormente administrada pelo ex-diretor de arte da franquia Battlefield da Electronic Arts, Ben Bunachan) e produzida pela Halo Studios (subsidiária da Xbox Game Studios), sobre a saga de Master Chief John-117 com a inteligência artificial Cortana e os super-soldados Spartans, durante uma guerra interestelar entre a humanidade a aliança teocrática Covenant, sob ordens dos líderes religiosos Prophets, que veneram a antiga civilização dos Forerunners, que desapareceram após combate com a raça de parasitas Flood.
O termo "Halo" se refere aos anéis do Halo: estruturas habitáveis gigantescas criadas como armas de destruição em massa para combater os Floods. Estruturas similares aos Orbitals encontrados no romance Culture (Iain M. Banks) e ao conceito Ringworld (de Larry Niven).
As fortes vendas dos jogos levou a expansão da franquia para outras mídias; há diversos livros best-sellers, romantizações e outros tipos de produtos licenciados. Halo Wars levou a franquia para um novo gênero de jogos, um jogo de estratégia em tempo real, enquanto o resto dos jogos da série são de tiro em primeira pessoa. Além da trilogia original, a Bungie desenvolveu o derivado Halo 3: ODST e a prequela Halo: Reach como seus últimos trabalhos para a franquia. Um novo jogo e o primeiro de uma segunda trilogia de jogos (Reclaimer), Halo 4, foi lançado em 6 de novembro de 2012, desenvolvido pela Halo Studios. Uma remasterização em alta definição do primeiro jogo, intitulado Halo: Combat Evolved Anniversary foi lançado em 15 de novembro de 2011, exatamente dez anos após o lançamento do jogo original e, o mesmo foi feito com Halo: The Master Chief Collection (uma coletânea de quatro jogos), uma remasterização em alta definição de Halo: Combat Evolved e Halo 2 para o console Xbox One (Halo 3 e 4 fazem parte do Collection, com gráficos remasterizados para 1080p e 60fps, além do spin-off Halo 3: ODST, posteriormente disponibilizado como DLC, embora disponibilizado gratuitamente com um mês de Xbox Live Gold aos clientes que compraram anteriormente a coletânea e Halo: Reach foi adicionado posteriormente a coleção, totalizando 6 jogos em 1).

## Sinopse anterior
Num passado distante, uma raça alienígena avançada, chamada Forerunner, lutou contra um parasita violento conhecido como Flood. O Flood se espalhou pela galáxia infectado qualquer forma de vida consciente, contaminando grande parte da Via Láctea. Exaustos com a guerra, já durando 300 anos, e depois de terem esgotados todas as opções, os Forerunners conceberam uma arma de destruição em massa como último recurso para combater os parasitas, usando uma instalação conhecida como A Arca, construíram mega-estruturas gigantes chamadas de Halo. A matriz Halo (Halo Array), quando ativada, seria capaz de destruir toda a vida consciente da galáxia, privando o Flood de seu alimento. Após esgotar todas as alternativas restantes, e viajando pela galáxia coletando diversas espécies alienígenas de diversos planetas - que seriam usados mais tarde para "ressemear" a galáxia -, os Forerunners ativaram os anéis do Halo e, por fim, desapareceram.
Cerca de 100 mil anos depois, no século XXVI, a humanidade, sob o comando da UNSC (United Nations Space Command, ou Comando Espacial das Nações Unidas) colonizaram vários mundos, graças aos avanços no desenvolvimento de tecnologia Slipspace, que possibilitava viajar mais rápido que a luz. As tensões cresceram entre as mais antigas e estáveis Colônias Interiores e as remotas Colônias Exteriores, levando a uma guerra civil. A UNSC então criou um grupo de elite de super-soldados, humanos geneticamente aperfeiçoados chamados Spartans, para reprimir a rebelião secretamente. No ano de 2525, a colônia humana de Harvest caiu sob o ataque de uma aliança teocrática de raças alienígenas conhecida como Covenant. A liderança Covenant declarou os humanos como demônios e uma afronta aos seus deuses - os Forerunners - e tem início uma guerra santa de genocídio. A tecnologia e exércitos superiores do Covenant trouxeram vantagens decisivas; embora eficazes, os Spartans eram muito poucos em número para virar o jogo em favor da humanidade.

## Halo Reach
Em 2552, os Covenant chegam ao planeta Reach, o último reduto importante da UNSC antes de chegar à Terra, e logo lançam uma invasão ao planeta. Os últimos Spartans e os militares da UNSC foram incapazes de impedir o bombardeio da superfície do planeta com canhões de plasma, cristalizando sua superfície. Seguindo as diretrizes para impedir que os Covenant os sigam até a Terra, Cortana, a inteligência artificial da nave UNSC Pillar of Autumn (Pilar do Outono), traça um rumo aleatório que eventualmente os leva a um dos anéis da matriz Halo, chamado Instalação 04.

## Halo: Combat Evolved
Os Covenant os seguem e abrem fogo contra a Pillar of Autumn, danificando a nave e provocando um pouso forçado na superfície do anel. Acreditando serem dispositivos que os levarão à salvação, os Covenant acidentalmente liberam os Floods aprisionados no anel; a fim de neutralizar a ameaça, a inteligência artificial do anel, 343 Guilty Spark, pede ajuda ao Spartan Master Chief John-117. No entanto, antes que pudesse ativar o dispositivo, Cortana revela à Master Chief que a ativação do Halo significaria a própria destruição; então ao invés disso, Master Chief e Cortana detonam os motores da Pillar of Autumn, destruindo a Instalação 04 e evitando a fuga dos Floods. Eles retornam à Terra com alguns outros sobreviventes humanos, alertando sobre um iminente ataque Covenant.

## Halo 2
Os Covenant, ainda desconhecendo a natureza destrutiva dos anéis do Halo, tentam disparar um outro anel, Instalação 05, a fim de cumprir sua profecia religiosa, e para fazê-lo, lançam um ataque à Terra. Ajudam Master Chief na defesa do planeta o sargento Avery Johnson e a comandante Miranda Keyes. Uma das raças Covenant, os Sangheili - ou Elites como são conhecidos - descobriram o real propósito dos anéis do Halo após terem sido traídos pela liderança dos covernants (profetas) e se aliam à humanidade a fim de impedir a ativação do anel. Embora tenham sido bem sucedidos, o desligamento inesperado da Instalação 05 iniciou um protocolo de segurança permitindo que todos os anéis possam ser disparados de um único local, conhecido como Ark. Ainda desconhecendo o real propósito dos anéis, o Alto-Profeta da Verdade dos Covenants e todos os leais aos Covenant marcaram rumo à Terra, aonde eles acreditam que o Ark está enterrado. Uma batalha se trava na Terra entre forças humanas, os Covenant e um exército de Floods infectados. Eventualmente, os Covenant batem retirada e fogem por um portal de "slipspace", e os Floods são exterminados da Terra, resultando na devastação da África.

## Halo 3
Seguindo uma mensagem que Cortana deixou a bordo de uma nave Flood, Master Chief, o Arbiter, Elites, o sargento Johnson, a comandante Keyes e suas tropas seguem o Profeta da Verdade através do portal "slipspace". Se junta a eles também 343 Guilty Spark, que ajuda Master Chief pois diz não ter mais função a cumprir após a destruição do anel que monitorava, a Instalação 04. Viajando através do portal, os humanos e os Elites descobrem uma imensa estrutura artificial conhecida como Ark, localizada além das bordas da Via Láctea. Os Floods invadem em massa a High Charity, "cidade sagrada" dos Covenant, e Johnson é capturado pelo Profeta da Verdade. Gravemind, um ser que representa a coletividade dos Floods, na verdade auxilia o Arbiter e Master Chief a encontrar o Profeta, levando em conta que a ativação dos anéis levaria à extinção de sua espécie. Eles encontram Keyes morta e Johnson sendo forçado pelo Profeta da Verdade a ativar o Ark. Master Chief e o Arbiter impedem a ativação da instalação e o Arbiter assassina o Profeta da Verdade antes que pudesse ser consumido pelos Flood. O grupo então descobre que o Ark está construindo um novo anel de Halo para substituir o anel que Master Chief destruiu em Halo: Combat Evolved. Chief decide, então, ativar este Halo; o anel iria eliminar a infestação Flood no Ark e, ao mesmo tempo, poupar a galáxia da destruição. Para ativar o anel, Master Chief resgata Cortana, que possui o Index de ativação do Halo destruído, de High Charity.
Master Chief, o Arbiter e Johnson viajam até a sala de controle do Halo para ativar o anel. Guilty Spark explica que, como o anel não está completo, a ativação prematura iria destruir o anel e o Ark. Quando Johnson ignora seu aviso, Guilty Spark o mata numa tentativa de proteger "seu" anel. Master Chief e o Arbiter destroem Guilty Spark, ativam o anel e fogem de sua auto-destruição a bordo da fragata UNSC Forward Unto Dawn (Caminhando ate o Amanhecer), marcando rumo à Terra. No entanto, a força da explosão do Halo fez com que o portal "slipspace" entrasse em colapso, fazendo com que apenas metade da Forward Unto Dawn, transportando o Arbiter, voltasse à Terra. Acreditando na morte de Master Chief, um memorial é construído na Terra em homenagem a todos os heróis que morreram na guerra entre humanos e Covenant. Após o funeral, o Arbiter e seus irmãos Elite partem em direção à seu planeta natal. Mas mostra-se que a metade traseira da Forward Unto Dawn está na verdade flutuando a deriva no espaço, com Master Chief e Cortana a bordo. Cortana ativa um sinal de emergência e Master Chief entra em hibernação criogênica.

## Halo 4
Quatro anos após a destruição do Ark, e ainda a deriva no espaço, Cortana acorda Master Chief do sono criogênico após perceber que estão sendo atacados por um grupo de dissidentes Covenant. Presos em um poço de gravidade artificial, eles são puxados para baixo, com os restos da Forward Unto Dawn, para a superfície do planeta artificial Forerunner de Requiem. Ao receber o sinal da nave UNSC Infinity se aproximando de Requiem, que recebeu o sinal de socorro da Forward Unto Dawn, Master Chief tenta avisar a Infinity para não se aproximar do planeta, sem sucesso eles partem para o núcleo do planeta artificial para desativar o que parecem ser bloqueadores de sinais, mas, em vez disso, eles liberam um hostil guerreiro Forerunner chamado Ur-Didact. Master Chief e Cortana conseguem escapar e, lutando contra forças Covenant e contra inteligências artificiais chamadas Prometheans, eles chegam à Infinity, que caiu na superfície de Requiem, também capturada pelo poço de gravidade. Durante esse tempo, Cortana revela que ela está se tornando "rampant", um estado em que inteligências artificiais armazenam muita informação em sua base de dados e começam a beirar o estado de insanidade. Na ida por uma tentativa de destruir o poço gravitacional e liberar a Infinity, uma consciência Forerunner chamada A Librarian conta-lhes sobre Didact: durante a crise com os Floods há milhares de anos, Didact tentou usar um dispositivo chamado Composer - numa tentativa de transformar seres orgânicos em inteligências artificiais, imunes à infecção - nos humanos, raça que ele odiava devido a guerra entre os dois povos, transformando-os em um exército contra os Floods. Ele foi preso então pelos próprios Forerunners em Requiem, juntamente com os soldados Forerunners e humanos já convertidos, os Prometheans, como seus guardiões.
Desafiando as ordens do capitão da Infinity para desativar a cada vez mais errática Cortana, Master Chief sai em perseguição a Didact para evitar que ele ache o Composer, escondido na Estação de Pesquisa Ivanoff, localizado em um cinturão de asteróides próximo a outro dos antigos anéis do Halo (identificado como Instalação 03). Ele falha em impedir Didact, que reativa o Composer e realiza um teste na Estação de Pesquisa, desintegrando todos os humanos dentro da base. Seguindo o Composer através do "slipspace" até a Terra, Master Chief e Cortana sobem a bordo do Composer para destruir o equipamento e a Didact. Master Chief leva, então, um artefato nuclear enquanto Cortana realiza duplicadas de seu programa nos computadores do Composer a fim de sobrecarregá-los. Didact tenta matar Master Chief, mas Cortana intervém, permitindo que Master Chief possa ativar o dispositivo nuclear e destruir o Composer, salvando o planeta Terra. Cortana realiza seu último ato para Master Chief, protegendo-o da explosão e deixando-o para o resgate das naves da UNSC; mas enquanto Master Chief sobrevive, Cortana perece com o Composer.

## Série de jogos

### Trilogia Original
Os jogos da trilogia original foram desenvolvidos pela Bungie e publicados pela Xbox Game Studios.
O primeiro título da série é Halo: Combat Evolved, lançado em 15 de novembro de 2001. Inicialmente, era planejado um lançamento para Microsoft Windows e Mac OS X, até que a compra da Bungie pela Microsoft em 2000 levou o jogo a se tornar exclusivo para Xbox. Halo: Combat Evolved introduz o jogador nos principais temas comuns em toda a trilogia. O jogador luta contra várias raças alienígenas e pilota diversos veículos para o cumprimento dos objetivos, enquanto tenta descobrir os segredos dos enigmáticos anéis do Halo. Um conceito introduzido em Halo: Combat Evolved é o fato de permitir o jogador portar somente duas armas, forçando-o a escolher estrategicamente as armas preferidas para seu objetivo. O jogador luta com armas convencionais e lutas corpo-a-corpo, assim como um número limitado de granadas.
Posteriormente, uma versão para Windows e Mac OS X foi desenvolvida pela Gearbox Software e lançada em 30 de setembro e 11 de novembro de 2003, respectivamente.
Na sequência, Halo 2 foi lançado para Xbox em 9 de novembro de 2004 e, posteriormente, para Windows Vista em 17 de maio de 2007. Pela primeira vez, o jogo foi lançado em duas edições diferentes: uma edição padrão com o disco e a embalagem tradicional; e a Edição de Colecionador, com uma caixa de alumínio, bônus adicionais em DVD, um booklet extra e um manual do jogador diferente. Halo 2 introduziu elementos de jogabilidade diferentes, tais como a possibilidade de atirar duas armas simultaneamente. Ao contrário de seu antecessor, Halo 2 tem suporte completo a jogos multiplayer online via Xbox Live. Após o lançamento, Halo 2 se tornou o jogo mais popular no serviço Xbox Live na semana; e manteve esse ranking por mais de dois anos - a maior marca que um jogo já teve.
Halo 3 é o jogo final da trilogia original de Halo, finalizando o arco da história iniciada em Halo: Combat Evolved. O jogo foi lançado para Xbox 360 em 25 de setembro de 2007. O jogo adiciona à série novos veículos, armas e classes de itens chamados equipamentos. O jogo também inclui um editor de mapas, conhecido como Forge. O jogador pode também filmar suas sessões de jogos e vê-los posteriormente de qualquer ângulo.

### SagaReclaimer
No dia 6 de junho de 2011, na E3 Expo 2011, a Microsoft anunciou oficialmente o desenvolvimento de Halo 4, o primeiro jogo de uma nova trilogia da série Halo, chamada de trilogia Reclaimer. Em 26 de setembro de 2012 foi anunciado que o desenvolvimento do jogo estava completo.
Halo 4 foi lançado mundialmente em 6 de novembro de 2012, desenvolvido pela 343 Industries. Halo 4 vendeu mais de US$ 220 milhões no primeiro dia de lançamento e US$ 300 milhões na primeira semana, batendo um novo recorde para a franquia. Mais de 1 milhão de pessoas jogaram Halo 4 via Xbox Live nas primeiras 24 horas de lançamento. Até 6 de dezembro do mesmo ano, Halo 4 vendeu mais de 4 milhões de cópias. O jogo recebeu críticas e resenhas positivas da mídia e de profissionais.
Na E3 Expo 2013, a Microsoft exibiu um teaser do que se especulou ser do próximo jogo da franquia, Halo 5. Mais tarde, Phil Spencer, vice-presidente da Xbox Game Studios, confirmou que o teaser exibido na E3 2013 não era de Halo 5, e sim de um título completamente novo da série Halo, até o momento com título indefinido. No dia 16 de maio de 2014, a 343 Industries finalmente revela que o nome de seu novo jogo se chamaria Halo 5: Guardians, no qual a capa apareceria o Master Chief e um outro personagem misterioso. O jogo foi lançado no dia 27 de outubro. Halo 5: Guardians recebeu geralmente análises positivas. Os críticos elogiaram os gráficos, o audio e o multijogador, especialmente o novo modo "Warzone". No entanto a história e a campanha foram as principais fontes das criticas. Os sites de análises agregadas GameRankings, Metacritic e OpenCritic deram a pontuação de 85,50%, 85/100 e 83, respectivamente. Halo 5 superou The Master Chief Collection em 50% na primeira semana de vendas, gerando receitas na ordem de US$ 400 milhões, tornando-se o maior lançamento de sempre da história da série.

### Spin-offs
O sucesso da trilogia principal de Halo levou a criação de spin-offs. Halo Wars é um jogo de estratégia em tempo real desenvolvido pela Ensemble Studios para Xbox 360. O jogo se passa no ano de 2531, 21 anos antes dos eventos de Halo: Combat Evolved. Foi feito um grande trabalho em desenvolver uma jogabilidade simples e intuitiva, ao contrário de outros jogos de estratégia para consoles. O jogo foi anunciado na X06, e lançado em fevereiro e março de 2009.
Em julho de 2008, em uma entrevista a MTV, o chefe da divisão Xbox da Microsoft, Don Mattrick, anunciou que a Bungie estava trabalhando em novo jogo da série Halo. Depois do lançamento de um teaser em 25 de setembro de 2008, o projeto foi revelado como sendo Halo 3: Recon, mais tarde rebatizado de Halo 3: ODST. Mostrando os acontecimentos entre Halo 2 e Halo 3, o jogador controla um soldado de elite humano da Tropa de Choque Orbital (Orbital Drop Shock Trooper, ou a sigla ODST) durante a invasão Covenant à Nova Mombasa, na África. O jogo foi lançado em 22 de setembro de 2009.
Anunciado na E3 2009, Halo: Reach é uma prequela para a trilogia original e o último jogo desenvolvido pela Bungie. Nele, o jogador controla Noble Six, um Spartan membro de um esquadrão conhecido como Equipe Noble, com a missão de defender o planeta Reach de uma invasão Covenant. O jogo termina diretamente nos eventos de início de Halo: Combat Evolved. O jogo foi lançado em 14 de setembro de 2010.
Lançado em 18/07/2013 primeiramente para Windows e depois foi sendo lançado para outras plataformas, Halo Spartan Assault é um jogo desenvolvido pela 343 Industries e Vanguard Games e distribuído pela Xbox Game Studios é um jogo de Tiro com Visão Isométrica para um jogador e com um cooperativo online para até 2 jogadores
Lançado em 2015 para Windows, Windows Phone e IOS, Halo Spartan Strike é um Jogo de Tiro com Visão Isométrica desenvolvido pela 343 Industries e a Vanguard Games e distribuído pela Xbox Game Studios, diferente de Halo Spartan Assault que possui um modo cooperativo para dois jogadores, Halo Spartan Strike possui apenas uma campanha para um jogador.

## Adaptações
A franquia Halo inclui vários tipos de mercadorias e adaptações fora dos videogames. Isso inclui romances literários, romances gráficos, figuras de ação, pacote com a Mountain Dew e, outros produtos licenciados. Numerosas figuras de ação e veículos baseados em Halo foram produzidos; a Joyride Studios criou figuras de ação de Halo: CE e Halo 2, enquanto as figuras de ação colecionáveis de Halo 3, destinadas a colecionadores, foram produzidas pela McFarlane Toys e tornaram-se algumas das figuras de ação mais vendidas de 2007 e 2008. A MEGA Blocks fez parceria com a Microsoft para produzir brinquedos temáticos de Halo Wars.

### Livros
1. The Fall of Reach (2001)
2. The Flood (2003)
3. First Strike (2003)
4. Ghosts of Onyx (2006)

### Série Gray Team
- The Cole Protocol (2008)
- Envoy (2017)

### SagaThe Forerunner
- Cryptum (2011)
- Primordium (2012)
- Silentium (2013)

### TrilogiaKilo-Five
1. Glasslands (2011)
2. The Thursday War (2012)
3. Mortal Dictata (2014)

### SérieAlpha-Nine
- New Blood (2015)
- Bad Blood (2018)

### Série Ferrets
- Last Light (2015)
- Retribution (2017)
- Divine Wind (2021)

### Série Rion
- Smoke and Shadow (2016)
- Renegades (2019)
- Point of Light (2021)

### A Master Chief Story
- Silent Storm (2018)
- Oblivion (2019)
- Shadows of Reach (2020)

### Battle Born
(Série para jovem/adulto)
1. Battle Born (2019)
2. Meridian Divide (2019)

### Livros isolados
- Contact Harvest (2007)
- Broken Circle (2014)
- Hunters in the Dark (2015)
- Legacy of Onyx (2017)
- Oblivion (2019)
- The Rubicon Protocol (a publicar, 2022)
- Outcasts (a publicar, 2022)

### Novelas
- Saint's Testimony (2015)
- Shadow of Intent (2015)

### Histórias em quadrinhos
O universo de Halo foi adaptado pela primeira vez no formato de romance gráfico em 2006, com o lançamento de The Halo Graphic Novel, uma coleção de quatro contos. Foi escrito e ilustrado pelos romancistas gráficos Lee Hammock, Jay Faerber, Tsutomu Nihei, Brett Lewis, Simon Bisley, Ed Lee e Jean Giraud . Na New York Comic Con de 2007, a Marvel Comics anunciou que estaria trabalhando em uma série de Halo com Brian Michael Bendis e Alex Maleev. A série limitada, intitulada Halo: Uprising, preenche a lacuna entre os eventos de Halo 2 e Halo 3; inicialmente planejado para concluir pouco antes do lançamento de Halo 3, os constantes atrasos levaram a edição final a ser publicada em abril de 2009.
A Marvel anunciou no Comic Con de 2009 que dois novos quadrinhos, uma série de cinco partes escrita por Peter David e uma segunda série escrita por Fred Van Lente, apareceriam no próximo verão e inverno. série de David, Halo: Helljumper, se passa antes de Halo: Combat Evolved e centra-se na elite Orbital Drop Shock Troopers (ODST). A série de cinco partes foi publicada entre julho e novembro de 2009. A série de Lente, originalmente intitulada Spartan Black, gira em torno de uma equipe de Spartans black ops designados para o Escritório de Inteligência Naval da UNSC. A HQ renomeada, Halo: Blood Line, estreou em dezembro de 2009. Uma história em quadrinhos do romance Halo: The Fall of Reach foi a mais recente série de quadrinhos intitulada: Halo: Fall of Reach. Fall of Reach foi dividido em três mini-histórias: Boot Camp, Covenant e Invasion. Duas novas séries foram anunciadas em 2013. Uma série de três partes, Halo: Initiation foi lançada em agosto de 2013 com Brian Reed retornando como escritor. Também foi anunciado o Halo: Escalation, uma série em quadrinhos que cobre o período logo após o Halo 4.

### Live action

#### Filme não produzido (2005–07)
Em 2005, o presidente da Columbia Pictures, Peter Schlessel, começou a trabalhar fora do sistema de estúdio para produzir uma adaptação cinematográfica de Halo. Alex Garland escreveu o primeiro roteiro, que foi enviado aos estúdios por mensageiros vestidos como Master Chief. Os termos da Microsoft exigiram US$ 10 milhões contra 15 por cento do lucro bruto; a maioria dos estúdios recusou, citando a falta de risco para a Microsoft em comparação com sua grande parcela de lucros potenciais. A 20th Century Fox e a Universal Studios decidiram se associar para produzir o filme, pagando à Microsoft US$ 5 milhões para escolher o filme e 10 por cento das vendas. Peter Jackson foi proposto para ser o produtor executivo, com Neill Blomkamp como diretor. Antes de Blomkamp assinar, Guillermo del Toro estava em negociações para dirigir.
DB Weiss e Josh Olson reescreveram o roteiro de Garland durante 2006. A equipe parou e retomou a pré-produção do filme várias vezes. No final daquele ano, a 20th Century Fox ameaçou desistir do projeto, levando a Universal a dar um ultimato a Jackson e Schlessel: ou cortariam seus grandes acordos de "primeiro dólar", ou o projeto seria finalizado. Ambos recusaram e o projeto parou.
Blomkamp declarou o projeto morto no final de 2007, mas Jackson respondeu que o filme ainda seria feito. Blomkamp e Jackson colaboraram no Distrito 9, mas o diretor disse a /Film que ele não estava mais considerando trabalhar em um filme de Halo se a oportunidade surgisse, dizendo que depois de trabalhar no filme por cinco meses antes do colapso do projeto seria difícil retornar. Os direitos do filme já foram revertidos para a Microsoft.

#### Halo 4: Forward Unto Dawn(2012)
Halo 4: Forward Unto Dawn é um filme e minissérie live-action ambientado no universo Halo. Apesar de ter sido rodado como um longa-metragem, Forward Unto Dawn foi originalmente lançado como uma web-série composta por cinco episódios de aproximadamente 15 minutos, sendo o primeiro lançado em 5 de outubro de 2012, com o último episódio lançado em 2 de novembro de 2012. O enredo da série, ocorrendo nos primórdios da Guerra Humana-Covenant, por volta de 2526, gira em torno de Thomas Lasky, um jovem cadete da Academia de Ciências Militares Corbulo, e como John-117 o inspirou a se tornar um líder. Lasky também é um personagem proeminente em Halo 4 como comandante da UNSC Infinity. O nome da série, além de ser uma referência à fragata da UNSC, Forward Unto Dawn, ganha novo significado na série como parte de um motivo baseado em um poema. O filme foi lançado em Blu-ray e DVD em 4 de dezembro de 2012.

#### Halo: Nightfall(2014)
Em 3 de abril de 2014, foi anunciado que Ridley Scott e sua produtora, a Scott Free Productions, estavam trabalhando em um filme digital de Halo junto com a 343 Industries e a Xbox Entertainment Studios; Scott seria o produtor executivo, com David W. Zucker e Sergio Mimica-Gezzan como diretores. Esperava-se que o filme seguisse o mesmo formato do Halo 4: Forward Unto Dawn de Machinima. Em 9 de junho de 2014, foi anunciado na E3 2014 que o longa, intitulado Halo: Nightfall, seria incluído no Halo: The Master Chief Collection em seu lançamento em novembro de 2014. O filme introduz um novo personagem para a franquia, o agente Jameson Locke, interpretado pelo ator Mike Colter; Nightfall é considerado a sua história de origem. Locke é um dos Spartans retratados na capa do Halo 5: Guardians, e deve desempenhar um papel importante na série. Em 24 de julho de 2014, a 343 Industries lançou o primeiro trailer para o filme. Halo: Nightfall está disponível para assistir através do Halo Channel, um aplicativo para o Xbox One, Windows 8.1 e Windows Phone. Em 16 de março de 2015, a série tornou-se disponível para stream, download e compra em disco físico.

#### Série de televisão no Showtime
Em 21 de maio de 2013, a 343 Industries anunciou que uma série de tv de Halo em live-action que seria produzida com Steven Spielberg, como produtor executivo. Há rumores de Neill Blomkamp para dirigir o piloto para a série. A série vai estrear na rede americana de TV a cabo Showtime. Ela esteve em desenvolvimento por cinco anos. Em 1 de março de 2018, foi anunciado que a série começará a ser filmada no final de 2018, com especulações de que a série será exibida em meados de final de 2019. Em 28 de junho de 2018, Kyle Killen foi contratado como showrunner e produtor executivo e Rupert Wyatt como diretor e produtor executivo. Em 4 de dezembro de 2018, Rupert Wyatt deixou o cargo de diretor e produtor executivo do projeto devido a conflitos de cronograma. Em 21 de fevereiro de 2019, Otto Bathurst substituiu Wyatt como diretor e produtor executivo. Em 17 de abril de 2019, foi anunciado que Pablo Schreiber foi escalado como Master Chief. Em 2 de agosto de 2019, o Deadline informou que Natascha McElhone havia sido escalada em dois papéis principais: Cortana e a Dr.Catherine Halsey, Bokeem Woodbine também foi escalado como Soren-066, junto com Shabana Azmi como a Almirante Margaret Parangosky e Yerin Ha como Kwan Ha. Também foi anunciado que a série será lançada no início de 2021.

### Anime
A Microsoft anunciou na Comic-Con 2009 que estava supervisionando a produção de uma série de sete curtas-metragens de anime, juntos chamados de Halo Legends. Financiada pela 343 Industries, a animação foi criada por cinco casas de produção japonesas: Bones, Casio Entertainment, Production I.G, Studio 4°C e Toei Animation. Shinji Aramaki, criador e diretor de Appleseed e Appleseed Ex Machina, atuou como diretor de criação do projeto. A Warner Bros. distribuiu Legends em DVD e Blu-ray em fevereiro de 2010. Seis das histórias são oficialmente parte do cânon de Halo, com o sétimo, feito pela Toei, destinado a ser uma paródia do universo. Em meados de julho de 2015, a 343 Industries anunciou que uma nova série animada de Halo será incluída no Halo 5: Guardians Limited Edition e Collector's Edition chamado Halo: The Fall of Reach, e será baseada no livro Halo: The Fall of Reach por Eric Nylund.

## Recepção
Os jogos da série têm sido aclamados como sendo um dos melhores jogos de tiro em primeira pessoa para consoles de video-game, e considerado o melhor game para Xbox. Impulsionados pelo sucesso de Halo: Combat Evolved, e imensas campanhas de marketing da publicadora Microsoft, suas sequências passaram a quebrar vários recordes de vendas. Halo 3 vendeu mais de US$ 170 milhões nas primeiras 24 horas de lançamento. Halo: Reach, por sua vez, quebrou o recorde de vendas de Halo 3, vendendo cerca de US$ 200 milhões no primeiro dia. Continuando a tendência, Halo 4 quebrou o recorde de Halo: Reach, registrando no dia do lançamento mais de US$ 220 milhões em vendas. 

## Cronologia da saga
Cronologia da saga abrangendo os filmes, jogos e séries (sem a participção dos livros):
- Halo Legends
- Halo Landfall
- Halo 4: Forward Unto Dawn
- Halo 4: Terminals
- Halo Anoitecer
- Halo Legends S01E03 - The Duel - after 2142
- Halo: The Fall of Reach - 2517
- Halo 4: Forward Unto Dawn - 2526
- Halo Legends S01E04 - Homecoming - 2526/2531
- Halo Legends S01E06 - Prototype - 2526/2531
- Halo Wars - 2531
- Halo Legends S01E07 - The Babysitter - 2542/2551
- Halo Legends S01E08 - The Package - 2544
- Halo: Reach - 2552
- Halo: Combat Evolved - 2552
- Halo Legends S01E05 - Odd One Out
- Halo: Combat Evolved - Terminals
- Halo 2: Terminals
- Halo 2 - Octuber 10, 2552
- Halo: Evolutions - Mona Lisa - October, 2552
- Halo 3: ODST - October 20, 2552
- Halo 3 - 2552/2553
- Halo Legends S01E01 - Origins Part I
- Halo Legends S01E02 - Origins Part II
- Halo: Nightfall - February 7, 2556
- Halo 4
- Halo: Evolutions - The Return
- Halo 4: Spartan Ops
- Halo 5
- Halo Wars 2
- Halo Infinite